# Lingue tedesche centrali occidentali
Le lingue tedesche centrali occidentali (in tedesco Westmitteldeutsch) costituiscono un gruppo dialettale del tedesco, parlato in Germania occidentale, in Belgio e in Lussemburgo.
Si dividono in due gruppi fondamentali:
- le lingue franconi centrali (Mittelfränkisch), a loro volta divise in:
  - il dialetto ripuario (Ripuarisch), parlato a Colonia e nel Belgio orientale con le sue aree dialettali:
    - Nördliche Eifel
    - Mittleres Erft- und Rurgebiet
    - Aachener Land
    - Bergisches Land
    - Ripuarisch-niederfränkisches Übergangsgebiet ohne nordbergischen Raum
    - Nordbergischer Raum

  - il dialetto mosellano (Moselfränkisch), parlato nella Renania-Palatinato, nel nord-ovest della Saarland, in Vestfalia (Germania) ed in Belgio, dialetti: 
    - Siegerländer Platt
    - Wäller Platt
    - rheinfränkisch-moselfränkisches Übergangsgebiet
    - zentralhessisch-moselfränkisches Übergangsgebiet
    - mittlere Eifel
    - unterer Moselraum mit der östlichen Eifel
    - mittleres Sieggebiet

  - la lingua lussemburghese (Luxemburgisch o Letzebuergesch), lingua ufficiale del Lussemburgo.
    - unteres Saar- und oberes Moselgebiet mit dem westlichen Lothringen und das südliche und mittlere Luxemburg mit dem Areler und Tintinger Gebiet
    - südliche Eifel mit dem Ösling und der Echternacher Gegend
- le lingue franconi renane (Rheinfränkisch), a loro volta divise in:
  - francone renano meridionale
  - nordpfälzisch
  - palatino occidentale
  - palatino orientale
  - assiano meridionale
  - saarbrückisch
  - ostlothringisch
- assiano centrale
- Nordhessische Dialekte
- assiano orientale

## Ripuarisch(Ripuario)
Il Ripuarisch è parlato a Colonia e nel Belgio orientale. Nel parlare comune il dialetto cambia nome a seconda della località.
In Belgio e nei Paesi Bassi parti del ripuario vengono considerate come suddivisioni del Limburghese.
Più a nord, a Düsseldorf e in altri comuni si parla un dialetto del basso francone, che non appartiene al gruppo del basso-tedesco. ed al sud  il mosellano, sempre del gruppo "tedesco centrale occidentale".

## Rheinfränkisch(francone renano)
Il Rheinfränkisch è parlato nella Germania sud-occidentale, più precisamente nei distretti di Rheinhessen-Pfalz e di Saarpfalz-Kreis e nei comuni dell'Assia e del Baden-Württemberg, in prossimità di Mannheim.
Varianti note di questo dialetto sono:
- il Vorderpfälzisch, parlato nel Palatinato (soprattutto a Ludwigshafen);
- il palatino centrale, parlato nello Saarpfalz-Kreis);
- il Kurpfälzisch, parlato a Mannheim ed altri comuni dell'Assia e del Baden-Württemberg;
- il Lothringer Platt è parlato essenzialmente in Lorena (Francia), in particolare nelle zone più vicine alla città tedesca di Saarbrücken. Il Lothringer Platt viene parlato in particolare nelle zone di Sarreguemines, Forbach, Sarre-Union e Sarrebourg.

## Nordhessisch
Il Nordhessisch viene parlato nel circondario di Kassel.

## Mittelhessisch(Assiano centrale)
Il Mittelhessisch (Assiano centrale) viene parlato nei dintorni di Marburgo.

## Osthessisch(Assiano orientale)
L''Osthessisch (Assiano orientale) viene parlato nel circondario di Fulda.

## Varianti parlate in America
Una variante basata nell'Hessisch, il Kolonie-Deutsch, è parlato nello Stato dell'Iowa (Stati Uniti). Non é un dialetto.
Anche il tedesco della Pennsylvania fa parte di questo gruppo ed è parlato negli Stati Uniti.